# Vía de la energía suave

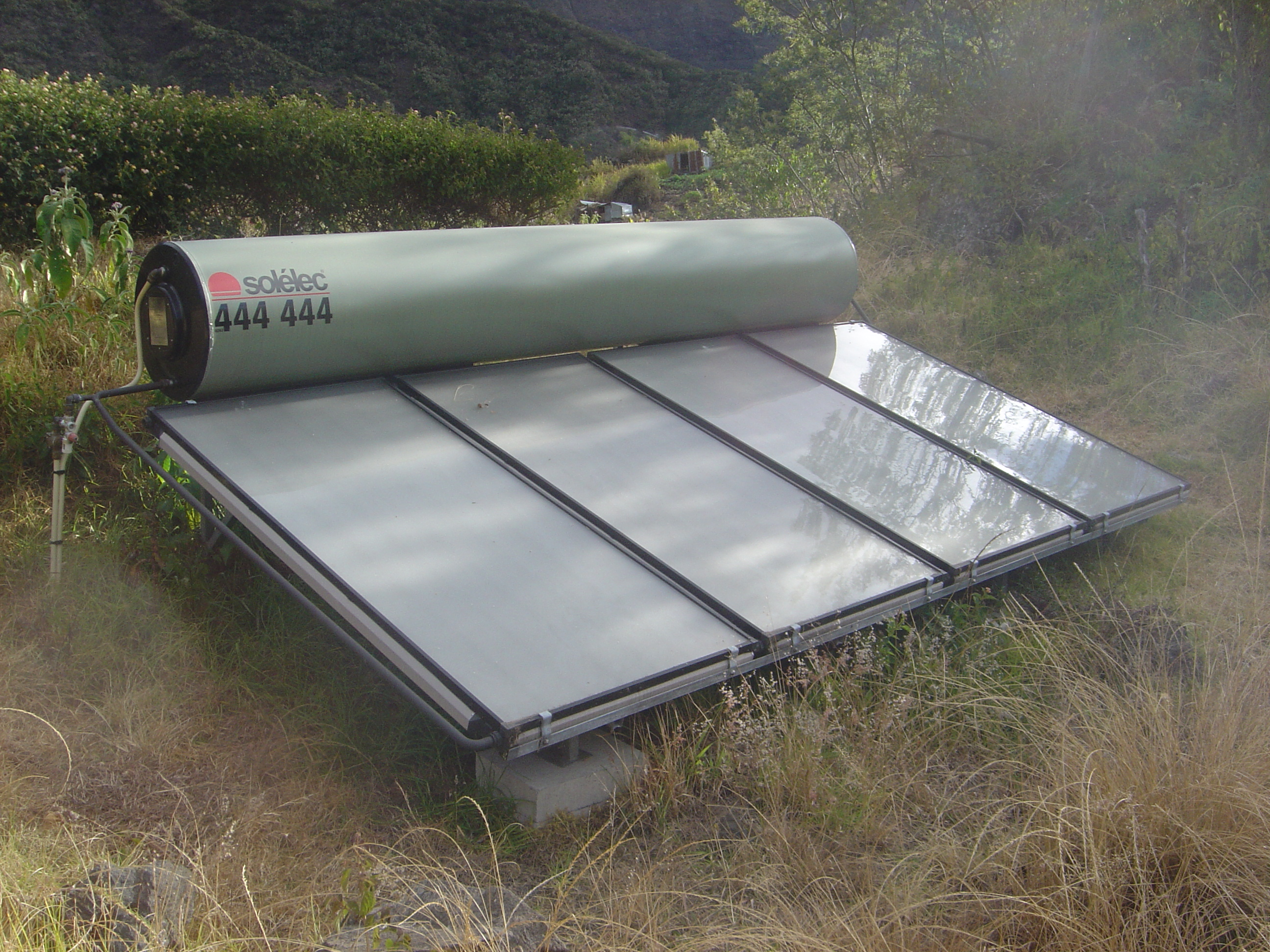
Las tecnologías de energía solar, como los calentadores solares de agua, localizados sobre o cerca de las edificaciones a las que suministran energía, son un ejemplo primario de tecnología energética suave.

En 1976, el analista de política energética Amory Lovins acuñó el término vía de la energía suave o ruta de la energía suave para describir un futuro alternativo donde la eficiencia energética y las energías renovables reemplazaran constantemente a un sistema energético centralizado basado en combustibles fósiles y nucleares.

## Antecedentes
Amory Lovins saltó a la fama en 1976 cuando publicó un artículo en Foreign Affairs (Asuntos Exteriores) llamado «Estrategia Energética: ¿El camino no tomado?». Lovins argumentó que Estados Unidos había llegado a una encrucijada importante y podría tomar uno de dos caminos. El primero, con el apoyo de la política estadounidense, prometía un futuro de cada vez mayor dependencia de los sucios combustibles fósiles y de la fisión nuclear, y tenía serios riesgos ambientales. La otra alternativa, que Lovins llama «el camino suave», consistía en favorer las fuentes «benignas» de energía renovable, como la energía eólica y la energía solar, junto con un compromiso elevado para la conservación de la energía y la eficiencia energética. En octubre de 1977, The Atlantic publicó un artículo de portada sobre las ideas de Lovins.

## Blando vs duro
Lovins ve el problema energético no como uno de suministro insuficiente de petróleo y otras fuentes de energía convencionales, sino más bien como de un uso ineficiente de la energía, junto con la falta de desarrollo de las energías renovables. Lovins argumentó que la producción de energía convencional era tanto de intensiva en energía, como una fuente de contaminación importante. Con su reformulación del problema de la energía, los «ambientalistas criticaron los planes de desarrollo de la energía a gran escala, especialmente aquellos que dependen en gran medida de la energía nuclear».
La «ruta de la energía suave» asume que la energía no es sino un medio para fines sociales, y no un fin en sí mismo. Los caminos energéticos suaves implican el uso eficiente de la energía, la diversidad de métodos de producción de energía (emparejado en escala y calidad a los usos finales), y la dependencia especial sobre las «tecnologías energéticas blandas» como la energía solar, la energía eólica, la energía geotérmica, energía de las olas, la energía mareomotriz, etc.
Lovins explicó que la más profunda diferencia entre los caminos blandos y duros —la diferencia que en última instancia los distingue— es su diferente impacto sociopolítico. Ambos caminos implican el cambio social, «pero los tipos de cambio social para un camino duro tienden a ser menos agradables, menos plausibles, menos compatibles con la diversidad social y la libertad de elección, y menos consistentes con los valores tradicionales que constituyen los cambios sociales que podrían hacer un trabajo de camino suave».